# 細谷翔馬
細谷 翔馬（ほそや しょうま、2000年2月13日 - ）は、日本の陸上競技選手。山形県寒河江市出身。帝京大学医療技術部スポーツ医療学科卒業。ロジスティード陸上部所属。

## 経歴
寒河江市立陵東中学校、東北高等学校、帝京大学出身。

### 高校時代
1、2年時は大きな活躍はなかったが、3年時には3000m障害で、地元・山形県開催のインターハイに出場している (予選敗退)。

### 大学時代
1、2年時は三大駅伝の出場は出来なかったが、3年時の2020年11月1日に行われた第52回全日本大学駅伝で三大駅伝デビューを飾る。8区を区間9位で走り、総合7位でシード権を獲得した。翌年1月に開催された第97回箱根駅伝では5区で区間賞を獲得し、8位から4位まで順位を上げた。チームは、復路でアクシデントがあったものの総合8位で4年連続のシード権を獲得した。
4年時第33回出雲駅伝では出場はなく、第53回全日本大学駅伝では8区で区間13位にとどまっていた。1月の第98回箱根駅伝では前回大会に続いて5区を担当。4位で襷を受けると2人を抜き、大学史上最高の往路2位でフィニッシュ。昨年に続いて5区の区間賞を獲得した。連続で5区の区間賞を獲得するのは柏原竜二以来だった。チームは復路では17位と苦戦したが、総合9位で大学史上最長の5年連続でシード権を獲得した。3月の東京マラソンでは日本人学生歴代3位（当時）の2時間09分18秒で走った。

### 大学卒業後
大学卒業後は実業団には進まず天童市役所で競技を続けていたが、2023年5月にロジスティード陸上部に入部した。全日本実業団駅伝には第68回大会と第69回大会に出場したが、それぞれ6区区間29位・5区区間25位にとどまった。

## 戦績・記録

### 主な戦績
| 年     | 大会                                              | 種目(区間)     | 順位    | 記録          | 備考       |
| ------ | ------------------------------------------------- | -------------- | ------- | ------------- | ---------- |
| 2018年 | 第1回世田谷陸上競技会                             | 3000m          | 組7位   | 8分36秒19     |            |
| 2018年 | 第1回早稲田大学競技会                             | 3000m障害      | 組3位   | 9分35秒33     |            |
| 2018年 | 第29回法政大学競技会                              | 3000m障害      | 組8位   | 9分16秒32     |            |
| 2018年 | 第97回関東学生陸上競技対校選手権大会              | 3000m障害      | 組7位   | 9分22秒25     |            |
| 2018年 | 第264回日本体育大学長距離競技会                   | 5000m          | 組12位  | 14分27秒01    |            |
| 2018年 | 2018日本学生陸上競技個人選手権大会                | 3000m障害      | 36位    | 9分25秒06     |            |
| 2018年 | 第3回世田谷陸上競技会                             | 5000m          | 組12位  | 14分27秒06    |            |
| 2018年 | 出雲市陸協記録会                                  | 5000m          | 組34位  | 14分56秒63    |            |
| 2018年 | 第31回上尾シティハーフマラソン                    | ハーフマラソン | 147位   | 1時間05分36秒 |            |
| 2018年 | 10000m記録挑戦競技会                              | 10000m         | 組27位  | 31分31秒40    |            |
| 2019年 | 第10回東京・赤羽ハーフマラソン大会                | ハーフマラソン | 29位    | 1時間06分59秒 |            |
| 2019年 | 第22回日本学生ハーフマラソン選手権大会            | ハーフマラソン | 135位   | 1時間05分32秒 |            |
| 2019年 | 第35回日本平桜マラソン                            | 22.8km         | 5位     | 1時間12分32秒 |            |
| 2019年 | 第1回早稲田大学競技会                             | 3000m障害      | 組3位   | 9分29秒88     |            |
| 2019年 | 第37回法政大学競技会                              | 3000m障害      | 組11位  | 9分12秒14     |            |
| 2019年 | 第75回平成国際大学長距離競技会                    | 10000m         | 組9位   | 29分53秒45    |            |
| 2019年 | 第273回日本体育大学長距離競技会                   | 5000m          | 組27位  | 14分30秒40    |            |
| 2019年 | 第44回板橋区・高島平ロードレース大会              | 20km           | 5位     | 1時間01分16秒 |            |
| 2019年 | 第32回上尾シティハーフマラソン                    | ハーフマラソン | 27位    | 1時間03分30秒 |            |
| 2020年 | 多摩川5大学対校長距離競技会                       | 10000m         | 組16位  | 29分42秒34    |            |
| 2021年 | 第104回日本陸上競技選手権大会クロスカントリー競走 | 10km           | 14位    | 29分44秒      |            |
| 2021年 | 第24回日本学生ハーフマラソン選手権大会            | ハーフマラソン | 19位    | 1時間04分10秒 |            |
| 2021年 | 第286回日本体育大学長距離競技会                   | 10000m         | 組5位   | 28分53秒90    |            |
| 2021年 | 第100回関東学生陸上競技対校選手権大会             | ハーフマラソン | 4位     | 1時間02分12秒 | [ 注釈 1 ] |
| 2021年 | 第202回東海大学長距離競技会                       | 5000m          | 組6位   | 14分26秒18    |            |
| 2021年 | 第5回順天堂大学競技会                             | 5000m          | 組10位  | 13分55秒77    |            |
| 2021年 | 第1回国士舘大学長距離競技会                       | 5000m          | 組21位  | 14分50秒27    |            |
| 2022年 | 東京マラソン2021                                  | マラソン       | 23位    | 2時間09分18秒 |            |
| 2022年 | 第32回かすみがうらマラソン                        | 10マイル       | 4位     | 48分26秒      |            |
| 2022年 | 第66回山形県縦断駅伝競走大会                      | 8区 (19.6km)   | 区間賞  | 58分52秒      | 区間新記録 |
| 2022年 | 第66回山形県縦断駅伝競走大会                      | 23区 (13.4km)  | 区間賞  | 40分39秒      |            |
| 2022年 | 第296回日本体育大学長距離競技会                   | 10000m         | 組9位   | 30分09秒41    |            |
| 2022年 | 第296回日本体育大学長距離競技会                   | 5000m          | 組1位   | 14分50秒45    |            |
| 2022年 | 第296回日本体育大学長距離競技会                   | 5000m          | 組8位   | 14分38秒60    |            |
| 2022年 | 第45回蔵王坊平クロスカントリー大会                | 8km            | 1位     | 26分20秒      |            |
| 2022年 | 第11回酒田つや姫ハーフマラソン                    | 10km           | 15位    | 30分45秒      |            |
| 2023年 | 仙台国際ハーフマラソン2023                        | ハーフマラソン | 67位    | 1時間09分21秒 |            |
| 2023年 | 北海道マラソン2023                                | マラソン       | 3位     | 2時間22分24秒 |            |
| 2023年 | 第308回日本体育大学長距離競技記録会               | 5000m          | 組15位  | 14分16秒36    |            |
| 2023年 | 第3回世田谷陸上競技会                             | 10000m         | 組15位  | 30分08秒71    |            |
| 2023年 | 八王子ロングディスタンス2023                      | 10000m         | 組20位  | 29分12秒35    |            |
| 2024年 | 第52回全日本実業団ハーフマラソン                  | ハーフマラソン | 34位    | 1時間01分56秒 |            |
| 2024年 | 大阪マラソン2024                                  | マラソン       | 19位    | 2時間09分05秒 |            |
| 2024年 | 第68回山形縦断駅伝競走大会                        | 20区 (16.1km)  | 区間賞  | 50分26秒      | 区間新記録 |
| 2024年 | 第68回山形縦断駅伝競走大会                        | 23区 (13.4km)  | 区間2位 | 40分35秒      |            |
| 2024年 | 仙台国際ハーフマラソン2024                        | ハーフマラソン | 18位    | 1時間05分25秒 |            |
| 2024年 | 第314回日本体育大学長距離競技会                   | 5000m          | 組26位  | 14分11秒07    |            |
| 2024年 | 第316回日本体育大学長距離競技会                   | 10000m         | 組25位  | 30分18秒89    |            |
| 2025年 | 第53回全日本実業団ハーフマラソン                  | ハーフマラソン | 54位    | 1時間02分08秒 |            |
| 2025年 | 大阪マラソン2025                                  | マラソン       | 13位    | 2時間07分48秒 |            |
| 2025年 | 第69回山形縦断駅伝競走大会                        | 20区 (16.1km)  | 区間2位 | 50分16秒      | 区間新記録 |
| 2025年 | 第69回山形縦断駅伝競走大会                        | 28区 (16.6km)  | 区間3位 | 49分01秒      | 区間新記録 |
| 2025年 | 仙台国際ハーフマラソン2025                        | ハーフマラソン | 23位    | 1時間04分15秒 |            |
| 2025年 | 第321回日本体育大学長距離競技会                   | 5000m          | 組30位  | 14分22秒64    |            |

### 大学三大駅伝戦績
| 学年               | 出雲駅伝                 | 全日本大学駅伝                    | 箱根駅伝                        |
| ------------------ | ------------------------ | --------------------------------- | ------------------------------- |
| 1年生 （2018年度） | 第30回 ー － ー 出走なし | 第50回 ー － ー 出走なし          | 第95回 ー － ー 出走なし        |
| 2年生 （2019年度） | 第31回 ー － ー 出走なし | 第51回 ー － ー 出走なし          | 第96回 ー － ー 出走なし        |
| 3年生 （2020年度） | 第32回 （開催中止）      | 第52回 8区-区間9位 59分29秒       | 第97回 5区-区間賞 1時間11分52秒 |
| 4年生 （2021年度） | 第33回 ー － ー 出走なし | 第53回 8区-区間13位 1時間00分53秒 | 第98回 5区-区間賞 1時間10分33秒 |

### 実業団駅伝戦績
| 年度                   | 大会                   | 区間     | 区間順位 | 記録     | 所属           | 総合順位 | 備考              |
| ---------------------- | ---------------------- | -------- | -------- | -------- | -------------- | -------- | ----------------- |
| 2022年度 （入社1年目） | 第63回東日本実業団駅伝 | 7区      | 区間16位 | 39分07秒 | K-project      | 18位     |                   |
| 2022年度 （入社1年目） | 第67回全日本実業団駅伝 | 出場なし | 出場なし | 出場なし | 出場なし       | 出場なし |                   |
| 2023年度 （入社2年目） | 第64回東日本実業団駅伝 | 出場なし | 出場なし | 出場なし | ロジスティード | 3位      |                   |
| 2023年度 （入社2年目） | 第68回全日本実業団駅伝 | 6区      | 区間29位 | 34分31秒 | ロジスティード | 40位     |                   |
| 2024年度 （入社3年目） | 第65回東日本実業団駅伝 | 3区      | 区間16位 | 46分20秒 | ロジスティード | OP       | 混成チーム1で出場 |
| 2024年度 （入社3年目） | 第69回全日本実業団駅伝 | 5区      | 区間25位 | 49分12秒 | ロジスティード | 12位     |                   |

## 自己ベスト
- 5000m - 13分55秒77（2021年7月3日：第5回順天堂大学競技会）
- 10000m - 28分53秒90（2021年4月24日：第286回日本体育大学長距離競技会）
- ハーフマラソン - 1時間01分56秒（2024年2月24日：第52回全日本実業団ハーフマラソン）
- マラソン - 2時間07分48秒（2025年2月24日：大阪マラソン2025）